# Scilla Gabel
Scilla Gabel (Rimini, 4 de enero de 1938) es una actriz italiana de cine, teatro y televisión. Apareció en 50 películas entre 1954 y 1982.
Gabel nació en Rimini, Italia. Ingresó en la industria del cine como doble de Sofía Loren. Entre 1957 y 1967 apareció, casi siempre en el papel protagónico femenino, en docenas de películas, pero no pudo alcanzar el estrellato debido a los estereotipos de la época. A finales de la década de 1960 se enfocó en el teatro y la televisión, donde encontró papeles más significativos y mejor apreciación de la crítica.

## Filmografía seleccionada
| - Legs of Gold (1958) - Girls of the Night (1958) - La gran aventura de Tarzán (1959) - The White Warrior (1959) - Tough Guys (1960) - El molino de las mujeres de piedra (1960) - Three Faces of Sin (1961) - Romulus and the Sabines (1961) - Village of Daughters (1962) - Sodom and Gomorrah (1962) | - The Two Colonels (1962) - I diavoli di Spartivento (1963) - Outlaws of Love (1963) - Corpse for the Lady (1964) - Seven Slaves Against the World (1964) - The Revenge of Spartacus (1965) - Modesty Blaise (1966) - Target for Killing (1966) - Zärtliche Haie (1967) |